# غولوفنين
غولوفنين (باليابانية: 泊 山 Tomari-yama؛ بالروسية: Головнин) هي كالديرا تقع في الجزء الجنوبي من جزيرة كوناشير، جزر الكوريل، روسيا.
سميت على اسم المستكشف الروسي فاسيلي جولوفنين.